# 中川敦瑛
中川 敦瑛（なかがわ のぶてる、2002年5月15日 - ）は、神奈川県横浜市港北区出身のプロサッカー選手。Jリーグ・柏レイソル所属。ポジションはミッドフィールダー、フォワード。

## 来歴
中学・高校世代では、横浜FCの下部組織で過ごし、2017年にはU-15日本代表に選出された。2020年のプレミアリーグ関東では優勝し得点王に輝いたが、トップチームへの昇格はならず法政大学へ進学した。
法政大学在籍中は、2023年にU-22日本代表候補合宿に招集されたほか、2023年、2024年に全日本大学選抜に選ばれた。
大学在籍中の2024年6月に、2025年から柏レイソルへの加入が内定した。また2024年シーズンに特別指定選手として柏レイソルに選手登録された。

## 所属クラブ
- 横浜サッカークラブつばさ
- 2015年 - 2017年 横浜FCジュニアユース
- 2018年 - 2020年 横浜FCユース
- 2021年 - 2024年 法政大学
  - 2024年7月 - 同年12月  柏レイソル (特別指定選手)
- 2025年 -  柏レイソル

## 個人成績
| 国内大会個人成績 | 国内大会個人成績 | 国内大会個人成績 | 国内大会個人成績 | 国内大会個人成績             | 国内大会個人成績 | 国内大会個人成績 | 国内大会個人成績 | 国内大会個人成績 | 国内大会個人成績 | 国内大会個人成績 | 国内大会個人成績 |
| 年度             | クラブ           | 背番号           | リーグ           | リーグ戦                     | リーグ戦         | リーグ杯         | リーグ杯         | オープン杯       | オープン杯       | 期間通算         | 期間通算         |
| 年度             | クラブ           | 背番号           | リーグ           | 出場                         | 得点             | 出場             | 得点             | 出場             | 得点             | 出場             | 得点             |
| 日本             | 日本             | 日本             | 日本             | リーグ戦                     | リーグ戦         | リーグ杯         | リーグ杯         | 天皇杯           | 天皇杯           | 期間通算         | 期間通算         |
| ---------------- | ---------------- | ---------------- | ---------------- | ---------------------------- | ---------------- | ---------------- | ---------------- | ---------------- | ---------------- | ---------------- | ---------------- |
| 2025             | 柏               | 39               | J1               |                              |                  |                  |                  |                  |                  |                  |                  |
| 通算             | 日本             | 日本             | J1               | \|\|\|\|\|\|\|\|\|\|\|\|\|\| |                  |                  |                  |                  |                  |                  |                  |
| 総通算           | 総通算           | 総通算           | 総通算           | \|\|\|\|\|\|\|\|\|\|\|\|\|\| |                  |                  |                  |                  |                  |                  |                  |

- 2024年は特別指定選手 (出場なし)

## 代表歴
- U-15日本代表
  - 2017年 ウズベキスタン遠征、中国遠征
- U-22日本代表
  - 2023年 候補合宿
- 全日本大学選抜
  - 2023年 - 2024年 大学日韓定期戦

## タイトル

### クラブ
横浜FCユース
- プレミアリーグ関東
  - 2020年 優勝・得点王